# Corybas fordhamii
Corybas fordhamii är en orkidéart som först beskrevs av Herman Montague Rucker Rupp, och fick sitt nu gällande namn av Herman Montague Rucker Rupp. Corybas fordhamii ingår i släktet Corybas, och familjen orkidéer. Inga underarter finns listade i Catalogue of Life.